# Kráľovce
Kráľovce és un poble i municipi d'Eslovàquia. Es troba a la regió de Košice, a l'est del país.

## Història
La primera referència escrita de la vila data del 1388.

## Demografia
| Godina             | 1994 | 2004    | 2014   | 2024   |
| ------------------ | ---- | ------- | ------ | ------ |
| Nombre de persones | 938  | 1080    | 1129   | 1154   |
| Diferència         |      | +15,13% | +4,53% | +2,21% |

| Godina             | 2023 | 2024   |
| ------------------ | ---- | ------ |
| Nombre de persones | 1170 | 1154   |
| Diferència         |      | −1,36% |